# اچ‌دی ۱۲۸۳۳۳
اچ‌دی ۱۲۸۳۳۳ یک ستاره است که در صورت فلکی گاوران قرار دارد.